# Diocèse de Meath
Le diocèse de Meath (irlandais : Mide ; latin : Midensis) est un diocèse suffragant de l'archidiocèse d'Armagh en Irlande, constitué en 552. Sa cathédrale est celle du Christ-Roi à Mullingar. 

## Historique
Ce diocèse nommé en irlandais « Cluain Iraird   », et en latin « Clunardensis » a pour origine l'abbaye de Clonard établie par saint Finien de Clonard (Finnio moccu Thelsuib), mort en 549 ou 552. 
L'évêque-abbé Mael Muire Ua Dunain (mort le 24 décembre 1117) qui se nommait lui-même « évêque de Mide » en 1096, devint le premier titulaire du diocèse de Clonard constitué en 1111 par le synode de Ráth Breasail, et qui fit place en 1202 au diocèse de Meath avec pour siège Trim comme suffragant de l'archidiocèse d'Armagh.
En 1778, le siège fut déplacé à Navan, dans le comté de Meath, et à la fin du XIXe siècle, à la cathédrale de Mullingar, dans le comté de Westmeath. L'école diocésaine, le St. Finian's College, a également déménagé de Navan à Mullingar.

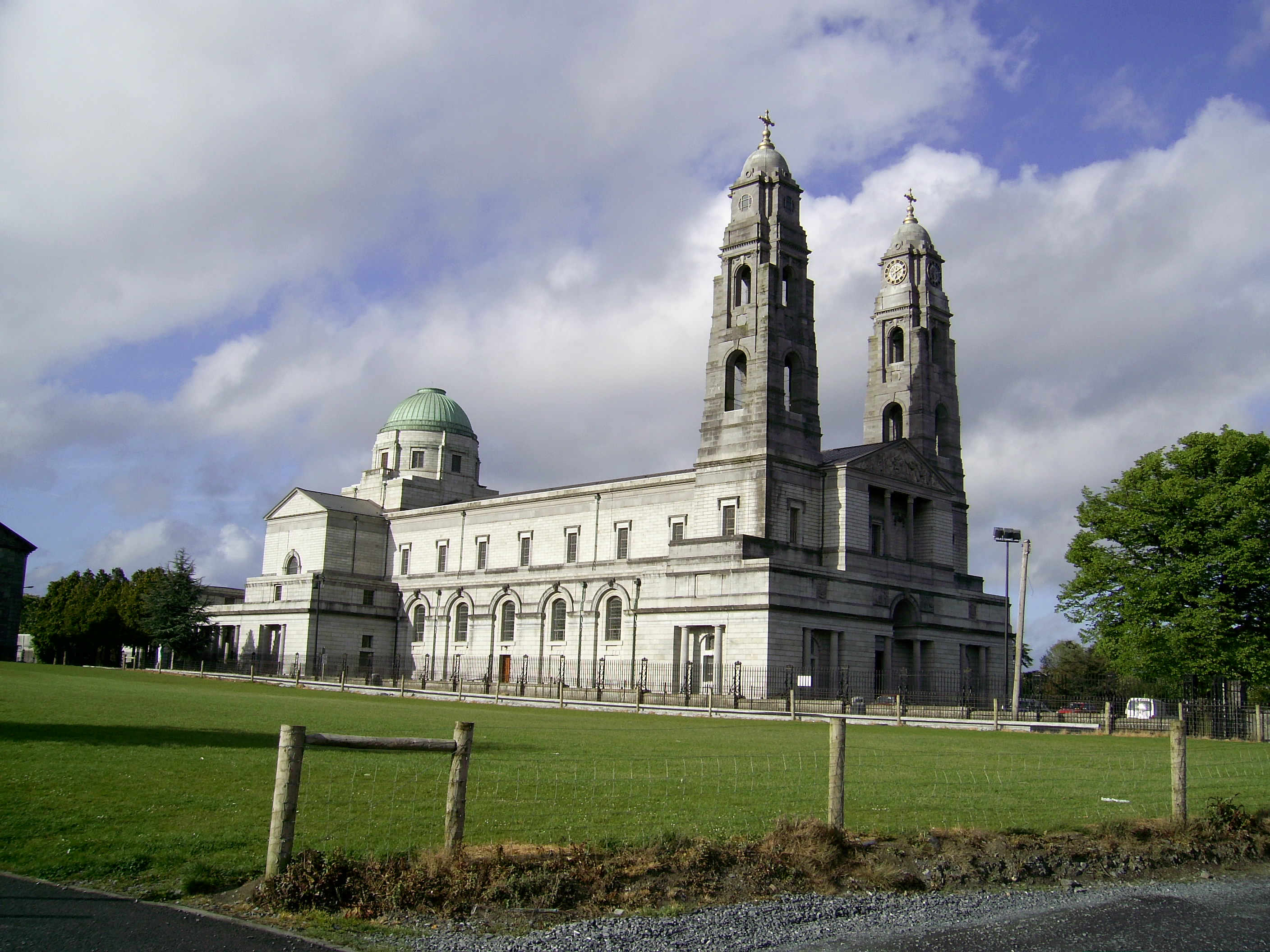
La cathédrale du Christ-Roi de Mullingar.

## Source
- (en) T.W Moody, F.X. Martin, F.J. Byrne A New History of Ireland IX Maps, Genealogies, Lists. A companion to Irish History part II . Oxford University Press réédition 2011  (ISBN 9780199593064)